# Chrám Sethiho I.
Chrám Sethiho I. je staroegyptský chrám ležící na západním břehu řeky Nil u vesnice Kurna, která se nachází nedaleko Luxoru. V 19. století byl chrám mezi cestovateli znám jako Chrám v Kurně, místní obyvatelé jej nazývali Kasr er-Rubajk a staří Egypťané „Skvělý je Sethi v západních Thébách“. Chrám byl zasvěcen bohu Amonreovi a kultu Sethiho otce Ramesse I., který si během své krátké vlády nestačil postavit vlastní zádušní chrám. 

## Architektura chrámového komplexu

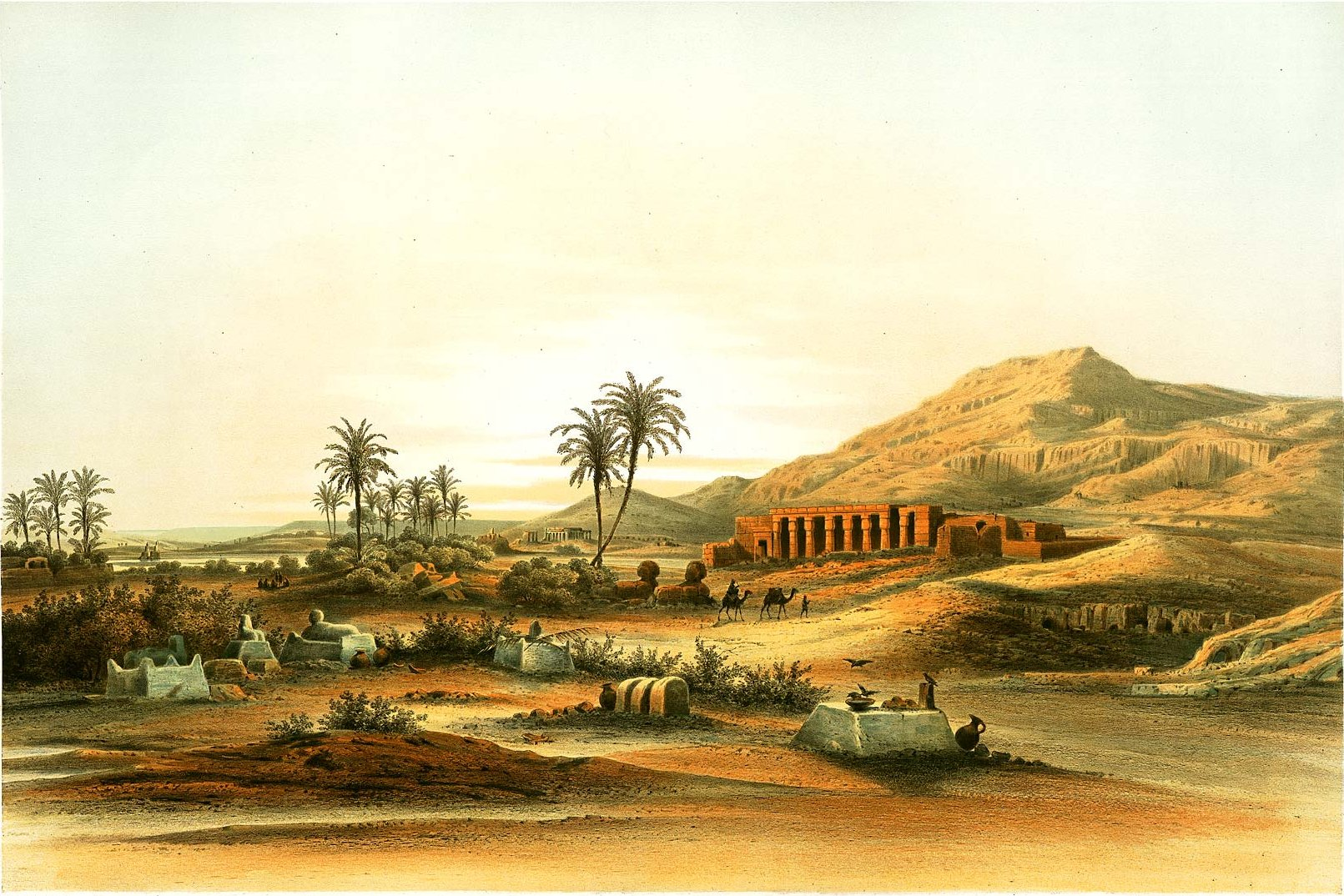
Podoba chrámu v polovině 19. století

Chrám byl obehnán mohutnou hradbou a prvním pylonem, za kterým se nacházelo první nádvoří a královský palác. Funkce paláce byla v podstatě rituální a byl v této podobě postaven vůbec poprvé, avšak v dalších chrámech se vyskytoval již běžně. Královský palác umožňoval, aby se zemřelý faraon během slavností zhmotnil v trůnní síni, kde byl zvěčněn v podobě sochy. Vstup do chrámu je v současné době poblíž východního rohu nádvoří, v místě, kde dříve vedla procesní cesta. Druhé nádvoří je od prvního odděleno dalším pylonem. Oba pylony, jež byly postaveny z nepálených cihel, do dnešní doby úplně zmizely. Samotný chrám postavený nad úrovní nádvoří byl postaven z pískovce a je stále dobře zachovalý. Chrám má trojdílnou strukturu v jehož středu se nachází hypostylová síň, která byla spojena s pylonem alejí sfing. V samotné síni se nacházejí sloupy s hlavicemi ve tvaru papyru. Po pravé straně se nachází nádvoří zasvěcené slunečnímu kultu a na levé straně je kaple zasvěcená kultu královskému. Stejný model byl použit u nedalekého zádušního chrámu královny Hatšepsut. V severní části chrámu se nachází nádvoří, kde jsou k vidění zbytky obětního oltáře. Nádvoří je lemováno výklenky se sochami Sethiho I. Zdi chrámu jsou zdobeny nízkými reliéfy, jež jsou velmi elegantně zpracované a stylem připomínají období 18. dynastie. K chrámu rovněž patřilo rozsáhlé skladiště, které sloužilo k úschově zemědělských produktů. V tomto Sethiho komplexu se objevilo poprvé, avšak v budoucnu bylo budováno i u dalších chrámů, mezi něž například patří zádušní chrám Sethiho syna Ramesse II. – Ramesseum.
Vzhledem ke své poloze byl chrám první zastávkou slavnostního procesí během nádherných slavností údolí. Během římské nadvlády bylo místo přeměněno na průmyslovou zónu, ve které pracovalo mnoho řemeslníků. V koptské době byl na severním nádvoří postaven kostel a na nádvořích vyrostla soukromá obydlí.